# Gnophos doronis
Gnophos doronis là một loài bướm đêm trong họ Geometridae.